# Клиничен фармацевт
Клиничният фармацевт е фармацевт-специалист по клинична фармация.
През 2015 г. Националната здравноосигурителна каса на България съобщава, че преразходът за онкологични медикаменти за първото тримесечие на годината е 25%. По-късно е обявено, че заради недостига на средства за онколекарства и преразхода в болничната помощ за първото тримесечие на годината е възможно НЗОК да разблокира резерва си. За да се намали разходът на публични средства за лекарства, Министерството на здравеопазването издава наредба, която задължава болниците с над 400 легла, над 10 клиники или медицинска онкология да назначат клиничен фармацевт.
Според опита на Световната здравна организация назначаването на клинични фармацевти в болниците намалява разходите за лекарства с до 30%.